# 바람픽쳐스
바람픽쳐스(영어: BARAM PICTURES)는 2017년 2월에 설립되었으며 대한민국의 드라마 및 영화를 제작 및 공급을 주요 사업으로 하는 기업으로 2020년 7월에 카카오엔터테인먼트에 인수되었으며 카카오 (Kakao)의 자회사 카카오엔터테인먼트의 자회사이다.

## 역사
(구 미디어메이커)로 2017년에 설립되었지만 2020년 7월 카카오M이 지분 전량을 인수하였으며, 위 회사는 2019년 12월 31일에 유토피아픽쳐스(주)와 눈프로덕션(주)를 흡수합병하였고 박호식 대표가 카카오M으로부터 위탁받은 회사이며, 김원석 PD를 영입하였다.
- 2017년 2월 16일 : (주)미디어메이커 설립
- 2019년 11월 : 회사 이름이 (주)바람픽쳐스로 변경되었다.
- 2019년 12월 31일 : 회사는 유토피아픽쳐스(주)와 눈프로덕션(주)를 흡수합병하였다.
- 2020년 7월 : 회사는 카카오엔터테인먼트에 인수되었다.

## 드라마 제작 작품
| 연도 | 방송사 / 요일       | 제목                         | 협력사                                                            | 각주 |
| ---- | ------------------- | ---------------------------- | ----------------------------------------------------------------- | ---- |
| 2021 | tvN 토일 드라마     | 《지리산》                   | 에이스토리 (공동제작) 스튜디오드래곤 (기획, 공동제작)             |      |
| 2021 | 넷플릭스            | 《킹덤: 아신전》             | 비에이엔터테인먼트 스튜디오드래곤 플러스엠엔터테인먼트 (공동제작) |      |
| 2022 | tvN 월화 드라마     | 《연예인 매니저로 살아남기》 | 스튜디오드래곤 (공동제작)                                         |      |
| 2023 | 넷플릭스            | 《도적: 칼의 소리》          | 스튜디오드래곤 (공동제작) 얼반웍스미디어 (공동제작)               |      |
| 2023 | 디즈니+             | 《최악의 악》                | 카카오엔터테인먼트 (공동제작) 사나이픽처스 (공동제작)             |      |
| 2023 | 디즈니+             | 《레이스》                   |                                                                   |      |
| 2023 | ENA                 | 《남남》                     | 아크미디어 (공동제작)                                             |      |
| 2023 | tvN 토일드라마      | 《무인도의 디바》            | 카카오엔터테인먼트 스튜디오드래곤 플러스엠엔터테인먼트 (공동제작) |      |
| 2024 | MBC 금토드라마      | 《지금 거신 전화는》         | 본팩토리 (공동제작)                                               |      |
| 2025 | KBS 2TV 토일 드라마 | 《은수 좋은 날》             | 슬링샷스튜디오 (공동제작)                                         |      |

## 영화 제작 작품
| 국가 | 제목          | 개봉일           | 종류 | 담당 | 배급사                               | 협력사                        |
| ---- | ------------- | ---------------- | ---- | ---- | ------------------------------------ | ----------------------------- |
| 한국 | 《기억의 밤》 | 2017년 11월 29일 | 실사 | 제작 | 메가박스중앙(주)플러스엠, 키위컴퍼니 | 비에이엔터테인먼트 (공동제작) |

## 소속 제작진

### 소속 감독
- 김원석
- 하윤재

### 소속 작가
- 박혜련 (씨에이엠피와 공동소속)
- 이신화
- 김루리
- 장민석
- 설준석
- 이재곤
- 전영신

## 같이 보기
- 카카오엔터테인먼트